# Mario Runco
Mario Runco (Bronx, New York, 1952. január 26.–) az amerikai haditengerészet tisztje, fizikus, űrhajós.

## Életpálya
1974-ben City College of New York keretében meteorológiából és oceanográfia fizikából vizsgázott. 1976-ban a Rutgers Egyetemen légkör fizikából megvédte diplomáját. Gyakorlati szolgálata után 1977-ben a New Jersey állami rendőrség állományába került. 1978-tól a haditengerészet (US Navy) állománya lépve, az Oceanográfiai és Légköri Kutató Laboratórium (Monterey) kutató meteorológusa. 1981-1983 között az USS Nassau (LHA–4) kétéltű rohamhajójának meteorológiai tisztje. Kutatás vezetőként hidrográfiai és oceanográfiai kutatásokat végzett a Jáva-tengeren és az Indiai-óceánon.
1987. június 5-től a Lyndon B. Johnson Űrközpontban részesült űrhajóskiképzésben. Három űrszolgálata alatt összesen 22 napot, 23 órát és 8 percet (551 óra) töltött a világűrben. Egy alkalommal 4,5 órás űrsétát (kutatás, szerelés) végzett. Űrhajós pályafutását 2002. június 27-én fejezte be. A Johnson Space Center (JSC) keretében a Human Exploration Science munkatársaként Föld-megfigyeléssel foglalkozik.

## Űrrepülések
- STS–44, az Atlantis űrrepülőgép 10. repülésének küldetés specialistája. A küldetés célja sikeresen telepíteni a Defense Support Program (DSP) műholdat. Több tudományos kísérletet és kutatási tevékenységet végeztek. Egy hosszú távú űrrepülés orvosbiológiai kísérletéhez végeztek méréseket. A program technikai okok miatt három nappal előbb befejeződött. Negyedik űrszolgálata alatt összesen 6 napot, 22 órát 50 percet és 44 másodpercet töltött a világűrben. 4 651 112 kilométert tett meg, 110 alkalommal kerülte meg a Földet.
- STS–54, az Endeavour űrrepülőgép 3. repülésének küldetés specialistája. Pályairányba állították a TDRS–6 kommunikációs műholdat. Második űrszolgálata alatt összesen 5 napot, 23 órát és 38 percet (143 óra) töltött a világűrben. Egy 4,5 órás űrséta (kutatás, szerelés) alatt a Nemzetközi Űrállomás (ISS) építőelemeinek szerelését gyakorolták. 4 000 000 kilométert (2 500 000 mérföldet) repült, 96-szor kerülte meg a Földet.
- STS–77, az Endeavour űrrepülőgép 11. repülésének küldetés specialistája. Kezelte a Canadarm (RMS) manipulátor kart. Több műholdat állítottak pályairányba és visszanyertek egyet. Felfújható, műanyag szerkezetű térelemet (Antenna Experiment) teszteltek. Negyedik űrszolgálata alatt összesen 10 napot, 00 órát és 40 percet (241 óra) töltött a világűrben. 6 600 000 kilométert (4 100 000 mérföldet) repült, 161-szer kerülte meg a Földet.